# Jó prímek
A számelméletben jó prímnek nevezzük az olyan prímszámokat, melyek négyzete nagyobb, mint bármely két olyan számnak a szorzata, amik a prímszámok sorozatában valamennyivel a jó prím előtt és ugyanannyival utána vannak.
Egy jó prímszám tehát kielégíti a következő egyenlőtlenséget:
{\displaystyle p_{n}^{2}>p_{(n-i)}\cdot p_{(n+i)}}
minden 1 ≤ i ≤ n−1 -re, ahol pn az n-edik prímszám.
Példa: Az első néhány prímszám a 2, 3, 5, 7 és a 11. Az 5-re a következő feltételek teljesülnek:
{\displaystyle 5^{2}>3\cdot 7}
{\displaystyle 5^{2}>2\cdot 11},
ezért az 5 egy jó prím.
Végtelen sok jó prímszám létezik.  Az első néhány jó prím:
5, 11, 17, 29, 37, 41, 53, 59, 67, 71, 97, 101, 127, 149 (A028388 sorozat az OEIS-ben).